# Božica Jelušić
Božica Jelušić (Pitomača, 16. prosinca 1951.) hrvatska je pjesnikinja.
Završila je studij hrvatskoga i engleskoga jezika. Bavila se pedagoškim radom, novinarstvom, kulturnom animacijom i galerijskom djelatnošću.

## Književni rad
Od mladosti piše poeziju i prozu. Objavila je 67 knjiga, od kojih su djeci namijenjene zbirka pjesama Zmaj od papira i poetsko-prozna knjiga Po mjeri cvijeta te prozne knjige "Bakomat", "Priča o Jakovu Oblaku", "Pjesko, pješčani dječak" i edukativna zbirka priča i pjesama o drveću "Pogled stablu". Izabrane pjesme za djecu nalaze se u knjizi "Ljestve od svile". Od ostalih naslova poznati su: "Riječ kao lijepo stablo" (pjesme), "Kopernikovo poglavlje" (poezija),"Belladonna" (mapa s grafikama Gordane Špoljar-Andrašić), "Libela" (poezija), "Rukavica soneta" (soneti), "Zimzelen" (izabrane pjesme), "Stolisnik" (pjesme) "Flauta u inju" (izabrane pjesme), "Arielirika" (pjesme), "Slovostaj" (mozaički tekstovi)) te kajkavske zbirke: "Meštri, meštrije", "Nočna steza", "Štorga", "Ftič kesnokrič" i "Gda smo išli". Esejistički tekstovi skupljeni su u knjigama : "Herz desetka", "Znak na zemlji" (likovne umjetnosti), "Od cintora do cybera" (o kajkavskoj književnosti), "Perom i kistom" te "Kajogledi, vnebogledi". Objavila desetak likovnih monografija i monografskih kataloga o likovnim umjetnicima (Lacković, Horvat, Topljak, Tomerlin, Ivanišević, Švegović-Budaj i dr.) Kao nositeljica Fulbrightove stipendije boravila je u SAD-u, na University of Washington, Seattle. Povodom toga, 1989. godine, objavljuje knjigu putopisa "Okrhak kontinenta". Okušala se u svim literarnim žanrovima. Najveći uspjeh postigla je u području dijalektalne poezije, pišući nekom vrstom "svekajkavske sinteze" (Joža Skok) i proširujući izražajne mogućnosti kajkavštine do suvremenog književnog izraza.
Objavila je roman prvijenac "Čišćenje globusa" u izdanju MH Đurđevac (sunakladnik "Baltazar", Koprivnica, 2014.) te knjigu razgovora o književnosti i društvenom životu "Život kao knjiga" (autor: Mladen Pavković, vl. naklada, Koprivnica, 2014.). U povodu 45-obljetnice književnog rada (2016.) u Izdavačkoj kući Tonimir (Varaždinske Toplice) objavila je svoju književnu aktivu pod nazivom Petoknjižje (poezija za djecu i odrasle, kajkavska poezija, eseji, putopisi) na više od tisuću stranica, čime je zaoružila svoj književni portret kao plodna i svestrana autorica, prisutna u najživljoj matici hrvatske književnosti.
Kao suradnica listova i časopisa za mladež, objavila je više od osamsto tekstova, različita sadržaja. Prevodi s engleskoga i njemačkoga jezika, crta, recitira. Za biblioteku "Nobelovci" (ŠK Zagreb) prevela je poeziju W. B. Yeatsa. Aktivno se bavi ekologijom a najveći dio vremena posvećuje prirodi i unucima. "Djeca su kao žirevi", kaže književnica i dodaje, "svaki od njih može izrasti u gorostasan hrast, i zbog toga ih moramo voljeti, poštovati, diviti im se od prvog dana kad uđu u naš svijet." Priče i pjesme sakupljene u knjizi "Pogled stablu", malen su prilog "duhovne hrane" za buduće graditelje i čuvare jedinog i najljepšeg svijeta koji poznajemo.
Zastupljena je u četrdesetak antologija na hrvatskom i stranim jezicima, te u školskoj lektiri i čitankama za sve razrede osmogodišnjeg školovanja.
Stalna je suradnica Hrvatskog sabora kulture, u svojstvu izbornice i voditeljice književnih radionica.
Članica Društva hrvatskih književnika od 1974. godine.
Dobitnica je važnih književnih nagrada i priznanja: Nagrada 7 sekretara SKOJ-a, Maslinov vijenac za sveukupni opus, Galovićeva nagrada za djelo zavičajne tematike, Pasionska baština za duhovnu poeziju, Nagrada MH za najbolji roman, Nagrada Katarina Patačić za dijalektalnu poeziju, Nagrada "Tin Ujević", Nagrada "Dubravko Horvatić", te dvadesetak nagrada na festivalima D. Domjanić u Zelini i Loboru, za Najljepši hrvatski putopis.
Živi i radi u Đurđevcu.

## Objavljena djela
1. Riječ kao lijepo stablo (pjesme), «Zrinski», Čakovec, 1973.
2. Golubica i pepeo (pjesme), «Intergraf», Zagreb, 1974.
3. Čekaonica drugog razreda (pjesme), «Zrinski», Čakovec ,1979.
4. Kopernikovo poglavlje (pjesme), «Revija», Osijek, 1983.
5. Herz desetka (eseji), «Revija», Osijek, 1985.
6. Meštri, meštrije (kajkavske pjesme), Narodno kazalište A. Cesarec, Varaždin 1985.
7. Belladonna, mapa s grafikama Gordane Špoljar (pjesme, hrvatsko-engleska verzija), «Prosvjeta», Bjelovar, 1988.
8. Okrhak kontinenta (putopisna proza), «Globus», Zagreb, 1988.
9. Zemljovid (pjesme s grafikama Zdravka Šabarića, Gradska knjižnica Đurđevac, 1990.)
10. Zmaj od papira (pjesme za djecu), «Prosvjeta», Bjelovar, 1992.
11. Jezuši (kajkavske pjesme s grafikama I. Lackovića-Croate), grafička mapa, «Prosvjeta», Bjelovar, 1993.
12. Jezuši (kajkavske pjesme), SAMOBOR TISAK, Samobor, 1993 (s proslovom Z. Bartolića)
13. Zimzelen (izabrane pjesme), «Prosvjeta», Bjelovar, 1993.
14. Svjetlokrug godine (pjesme s bakropisima Ivana Lackovića-Croate), «Manufaktura», Zagreb, 1994.
15. Po mjeri cvijeta, listići iz ekološke bilježnice, «Naša djeca», Zagreb, 1995.
16. Mirko Horvat, monografija, Zagreb, 1996.
17. Znak na zemlji (slikarstvo i kiparstvo Podravine), eseji, «Lora», Koprivnica, 1996.
18. Ivan Lacković Croata,( monografska studija), Zagreb, l997,  Media Print
19. Nočna steza (kajkavske pjesme, izbor), «Matica hrvatska Đurđevac / Kajkavsko spravišče», Zagreb, 1997.
20. Album Tomerlin (monografska studija), izdanje autora,Centar za kulturu Đurđevac, 1998.
21. Pero Topljak Petrina (monografija), Pučko otvoreno učilište Zagreb, 1999.
22. Stolisnik (pjesme), Matica hrvatska Đurđevac, Tiskara Franjković, Koprivnica, 2000.
23. Bakomat (slikovnica), Kašmir promet,Zagreb, 2001
24. Podravina i Prigorje (monografija)Koprivnica, 2001. Izd. Koprivničko-križevačka županija, Koprivnica
25. Slovostaj (izabrani rukopisi i pjesme), «Tipex» Zagreb, 2002.
26. Pisanje u vjetar (izbor iz kolumni), «Pastorala», Koprivnica, 2003.
27. Nada Švegović-Budaj (likovna monografija), «Almateja nova», Zagreb ,2004.
28. Od cintora do cybera, kajogledi/ kajkavski ogledi, “Kajkavsko spravišče”, Zagreb, 2004.
29. Rukavica soneta, pjesme, Mala knjižnica DHK, Zagreb, 2005.
30. Libela i druge pjesme (s fotografijama Andreje Dugina), Knjižnica i čitaonica Đurđevac, Bjelovar, 2006.
31. Štorga, Activa Kajkaviana, Kajkavsko spravišče, Zagreb, 2007.
32. Pogled stablu, priče i pjesme o drveću (fotografije Dugina-Kovačev-Wolf), Hrvatske šume, Bjelovar, 2007.
33. Flauta u inju, izabrane pjesme, Bibl. Carmen Croaticum,urednik: E. Fišer, Privlačica Vinkovci, 2008.
34. Priča o jabukovu oblaku, slikovnica, s akvarelima D. Lončarić, Gradska knjižnica i čitaonica Đurđevac, 2008.
35. Vidoviti puti (mapa s grafikama I. Andrašića), Podravska banka, Koprivnica, 2009.
36. Ljestve od svile (pjesme za djecu)  Profil Zagreb, 2010.
37. Arielirika, izabrane pjesme s fotografijama A. Dugina, Baltazar Koprivnica, 2011.
38. Slikopisanka mala, (pjesme, HMNU, Zagreb, 2011. (Urednik Vlado Crnković)
39. Stjepan Ivanišević, likovna monografija, vl. Izdanje autora, Split, 2011.
40. Čišćenje Globusa, (roman), MH Đurđevac, Koprivnica 2012. (drugo izdanje 2019.)
41. Život kao knjiga, autor Mladen Pavković, vlastita naklada, Koprivnica, 2014.
42. Hod ispod velikog oblaka (monografija I. Andrašića), Podravski zbornik, Koprivnica, 2016.
43. (petoknjižje) Ftič kesnokrič (pjesme), Tonimir, Varaždinske Toplice, 2016.
44. (petoknjižje) Zelena zemlja (izabrane pjesme), Tonimir, Varaždinske Toplice, 2016.
45. (petoknjižje) Sabrana bjelina (izabrane pjesme), Tonimir, Varaždinske Toplice, 2016.
46. (petoknjižje) Perom i kistom (izabrani eseji), Tonimir, Varaždinske Toplice, 2016.
47. (petoknjižje) Sjeverna strana i drugi puti (izabrani putopisi), Tonimir, Varaždinske Toplice, 2016.
48. Kanat & kesnokrič (izabrane pjesme) / Ljerka Car Matutinović, Zagreb, Kajkavsko spravišće, 2016.
49. Skok u dalj (pjesme), Društvo hrvatskih književnika, Podravsko-prigorski ogranak, Koprivnica, 2016.
50. Legenda o picokima (slikovnica, Davor Jendrašić), Đurđevac, Turistička zajednica grada Đurđevca, 2017.
51. Sredinom mojih dana (zbirka refleksija i zapisa), Tonimir, Varaždinske Toplice, 2018.
52. Kotačev slavopoj (izabrane pjesme), Tonimir, Varaždinske Toplice,2018.
53. Dravom i Podravljem, (eseji), Društvo hrvatskih književnika, Podravsko-prigorski ogranak,  Koprivnica, 2019.
54. Murski tolmuni (pjesme, Zlatko Kraljić i Božica Jelušić ), Velenje, 2019.
55. Pjesko, pješčani dječak (slikovnica) Božica Jelušić/Gordana Špoljar Andrašić, Gradska knjižnica Đurđevac,2019.
56. Čišćenje globusa (roman, 2. izdanje), Tonimir, Varaždinske Toplice, 2019.
57. Gastrolatrija (zbirka pjesama) Božica Jelušić i Božica Brkan, Acumen, Zagreb, 2020.
58. Pjesko, pješčani dječak (slikovnica, prijevod na njemački) Božica Jelušić/Gordana Špoljar Andrašić, Gradska knjižnica Đurđevac,2021.
59. (troknjižje) Gda smo išli (kajkavske pjesme), Tonimir, Varaždinske Toplice, 2021.
60. (troknjižje) Vrata vrta (zbirka pjesama), Tonimir, Varaždinske Toplice, 2021.
61. (troknjižje) Zvjezdane jagode (pripovijetke), Tonimir, Varaždinske Toplice, 2021.
62. Kajogledi, vnebogledi (zbirka eseja), DHK, Koprivnica, 2021.
63. Zagreb u versima i kipecima (rukopisna knjiga, fotografije: Nikola Šolić), Beletra, Zagreb, 2021.
64. Mojih 70/50 (biografska zbirka), Muzej grada Koprivnice, Koprivnica, 2021.
65. Krajolici i drveća (crteži i memorabilije), Muzej grada Đurđevca, Đurđevac, 2021.
66. Teška ljeta (roman), Beletra, Zagreb, 2023.
67. Godišnja doba duše (zapisi s  mreže), Beletra, Zagreb, 2024.

## Nagrade i priznanja
- Nagrada 7 sekretara SKOJ-a (za zbirku "Riječ kao lijepo stablo")
- Nagrada "Fran Galović" (za najbolje djelo zavičajne književnosti)
- 12 nagrada za kajkavsku poeziju na Recitalu Dragutin Domajnić Zelina
- 6 nagrada za najbolji hrvatski putopis (Dani Horvata-Kiša u Loboru)
- Nagrada Pasionske baštine za duhovnu poeziju
- Poeta oliveatus na manifestaciji Croatia rediviva: Ča, Kaj, Što – baštinski dani 1994.
- Nagrada "Zvonimir Golob" 2011. za pjesmu Žeđ[1]
- Zlatna povelja Matice hrvatske za roman "Čišćenje globusa" (2014.)
- Nagrada "Katarina Patačić" (za zbirku pjesama na kajkavskom jeziku "Ftič kesnokrič", Varaždin, 2017.)
- Nagrada "Dubravko Horvatić" za ciklus "Uvijek stražari duša" u Hrvatskom slovu (2018.)[2]
- Nagrada "Tin Ujević" za knjigu pjesama "Kotačev slavopoj", za najbolju knjigu stihova u 2018.[3]
- Nagrada "Zvane Črnja" za knjigu eseja "Kajogledi, vnebogledi", Koprivnica, Podravsko-prigorski ogranak DHK, 2021.[4]
- Plaketa "Dobrojutro, more 2024.", Podstrana 2024. [5]

## Intervjui
- Vijenac - Matica hrvatska (15. prosinca 2011)
- tacno.net (15. veljače 2013.)
- objektivno.hr (22.rujna 2014.)
- Nacional  (15. svibnja 2015.)
- tacno.net (14. stodenog 2016.)
- Jutarnji list (28. prosinca 2017)
- onenastupaju.hr  Arhivirana inačica izvorne stranice od 26. listopada 2020. (Wayback Machine) (28. lipnja 2018.)
- Večernji list (31. srpnja 2019.)

## Vanjske poveznice
- Božica Jelušić - Društvo Hrvatskih književnika  Arhivirana inačica izvorne stranice od 12. kolovoza 2020. (Wayback Machine)
- Zdravko Seleš o Petoknjižju Božice Jelušić
- Božica Jelušić na portalu Podravske širine